# 瀬戸根亮二
瀬戸根　亮二（せとね りょうじ、1987年1月20日 - ）は、日本の俳優、アーティスト。ナチュラル所属。茨城県出身。血液型O型。特技はギター、ダンス、バスケット、野球、水泳。趣味はサーフィン、釣り、ショッピング。